# San Pedro Ayampuc
San Pedro Ayampuc ist eine rund 30.000 Einwohner zählende Kleinstadt in Guatemala und Verwaltungssitz des gleichnamigen Municipios im Departamento Guatemala. Die Stadt liegt etwa 25 Kilometer nördlich von Guatemala-Stadt.
Das 113 km² große Municipio erstreckt sich im nördlichen Bergland des Departamentos Guatemala auf Höhen zwischen 1100 und 1600 Metern. Es hat insgesamt rund 50.000 Einwohner, bei denen es sich überwiegend um Cakchiquel handelt. Ein großer Teil der Menschen lebt in ländlichen Siedlungen und Dörfern, darunter Hato, Pinalito, Lo de Reyes, San José Nacahuil, El Tizate, La Lagunilla, Labor Vieja, Petacá, El Carrizal, San Antonio El Ángel, El Guapinol, Los Altares (Altarcitos), Los Achiotes und Los Vados.
Angrenzende Municipios sind Chuarrancho im Norden, San José del Golfo im Osten, Palencia im Südosten, Guatemala-Stadt im Süden und Chinautla im Westen.
Das Gebiet des Municipios hieß ursprünglich Yampuc war in vorkolonialer Zeit zwischen Quiché und Cakchiquel umstritten. Letztere verbündeten sich während der Conquista mit Pedro de Alvarado und gewannen kurz die Oberhand. Die heutige Stadt San Pedro Ayampuc wurde 1549 gegründet und 1837 Verwaltungssitz des gleichnamigen Municipios.